# Rose Ochi
Takayo « Rose » Matsui Ochi née le 15 décembre 1938 et morte le 13 décembre 2020 est une avocate et militante des droits civiques américaine d'origine japonaise, connue pour avoir lutté pour faire de Manzanar un site historique national et pour avoir été la première femme américaine d'origine asiatique à être nommée au niveau de procureur général adjoint des États-Unis par le président Bill Clinton. Elle est également la première Américaine d'origine asiatique à être nommée à la Commission de police de Los Angeles,.

## Jeunesse et éducation

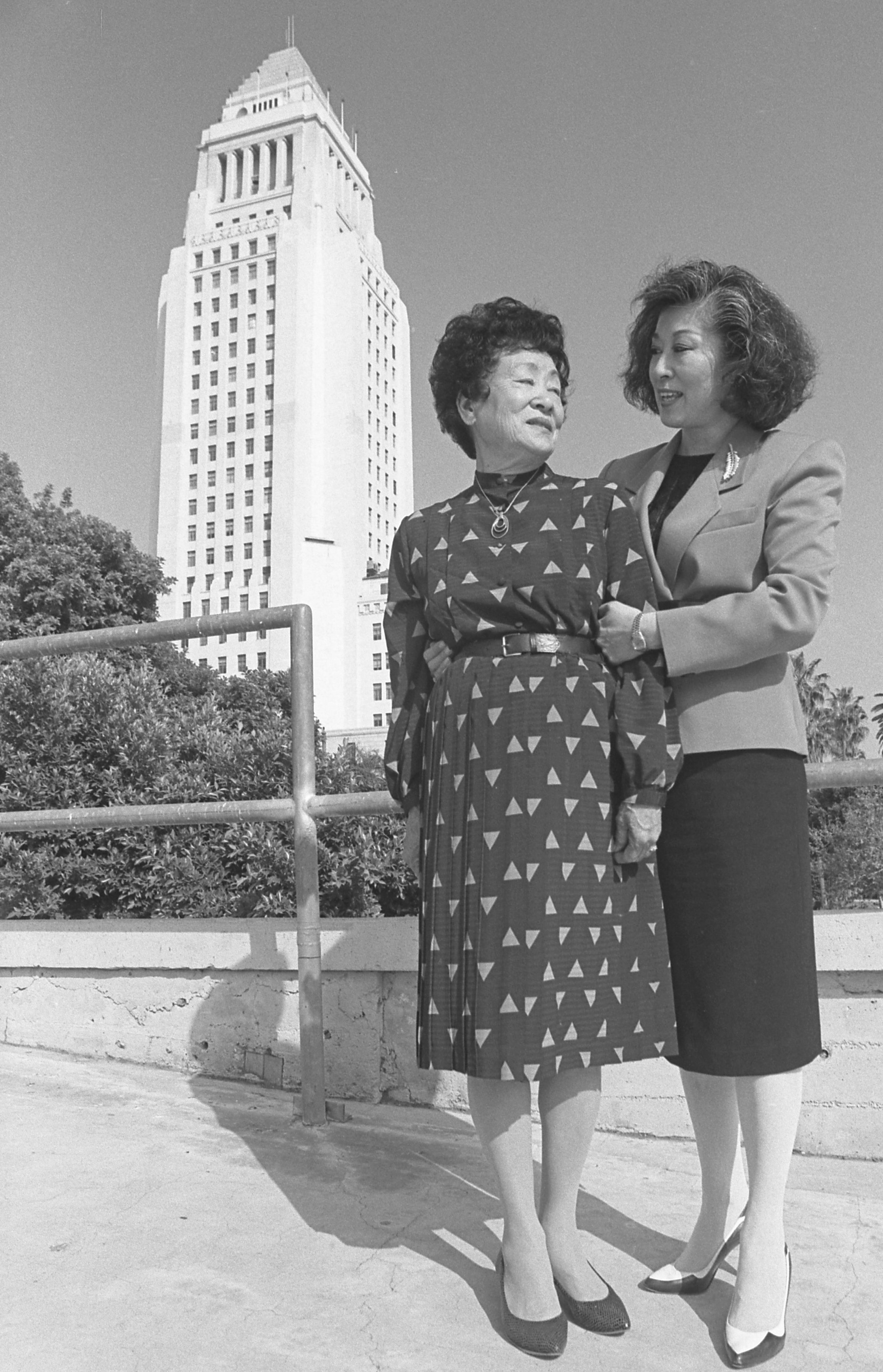
Ochi et sa mère, Grace Matsui, près de l'hôtel de ville de Los Angeles en 1986.

Ochi est née Takayo Matsui le 15 décembre 1938 à East Los Angeles, de Yoshiaki Roy et Mutsuko « Grace » Matsukawa Matsui, tous deux originaires de la préfecture de Kumamoto, au Japon. Elle est la troisième de quatre enfants et est née à l'hôpital japonais d'East Los Angeles, contrairement aux nombreux bébés de la diaspora japonaise nés à la maison. Quand elle a trois ans, sa famille est envoyée au centre de détention de Santa Anita en raison de l'implication des États-Unis dans la Seconde Guerre mondiale et de la signature du décret 9066. Après six mois, elle est envoyée au centre de réinstallation de guerre de Rohwer, où elle reçoit le nom anglais de « Rose ».
Après la fin de la guerre, les parents d'Ochi sont confrontés à la déportation car ils ont un visa d'affaires et combattent les procédures à San Francisco tandis qu'Ochi et ses frères et sœurs sont laissés à Elko, Nevada. Là-bas, elle est victime de racisme de la part des habitants, mais lorsque ses parents fontt annuler les ordres d'expulsion avec l'aide de l'ACLU, la famille retourne à East Los Angeles.
Ochi saute deux classes au lycée Roosevelt et participe à l'UniCamp de l'UCLA pour aller à l'université là-bas. En 1959, elle se présente au titre de reine de la semaine Nisei parce que sa mère veut rendre visite à sa famille au Japon mais n'a pas assez d'argent pour le faire, mais le grand prix du concours est un voyage au Japon. La même année, elle obtient un baccalauréat en éducation physique à l'UCLA et travaille à l'University High School et au Montebello Unified School District avant de retourner à East Los Angeles pour enseigner à la Stevenson Junior High School.
Elle est choisie pour jouer dans le film musical Au rythme des tambours fleuris mais se retire après avoir vu son costume.

## Carrière juridique et service public
Rose Ochi décide de devenir avocate après avoir assisté aux grèves d'East Los Angeles dans les années 1960. Elle est diplômée de la Loyola Law School en 1972 et est acceptée au Barreau de l'État de Californie en décembre. Elle refuse un emploi au bureau du procureur des États-Unis en tant que procureure et part pour à l'université de Californie du Sud pour obtenir un Juris Doctor et devient Reginald Heber Smith Fellow pour le Western Center on Law and Poverty. À cette époque, elle est co-avocate dans une affaire de réforme de l'éducation, Serrano c. Priest,. Elle se bat pour que Manzanar devienne un site historique national.
Ochi rejoint l'administration du maire Tom Bradley, puis celle de Richard Riordan, en tant que directrice de la planification de la justice pénale,. En 1979, elle est choisie pour siéger à la Commission spéciale du président Jimmy Carter sur la politique d'immigration et de réfugiés et travaille ensuite pour Bill Clinton sur la politique nationale de contrôle des drogues en 1997. Après son retour à Los Angeles en 2001, elle est nommée à la Commission de police par le maire James Hahn et devient directrice exécutive du California Forensic Science Institute de l'Université d'État de Californie à Los Angeles, un an plus tard.

## Décès et l'héritage
Après un deuxième contact avec le COVID-19, Ochi décède le 13 décembre 2020 à Los Angeles à la suite de complications,. Dans un message d'hommage, la représentante Judy Chu la qualifie d'inspiration pour elle. Chris Holden (en), membre de l'Assemblée de l'État, déclare qu'elle était un « trésor national » tandis que le membre de l'Assemblée Ed Chau (en) déclare qu'il était attristé par la perte d'une « incroyable leader communautaire et des droits civiques ». Le promoteur Rick Caruso (en), qui a siégé avec Ochi à la commission, déclare qu'elle est un « véritable leader en matière de réforme de la police ».
En 2021, le conseil municipal de Los Angeles vote à l'unanimité pour nommer une intersection à 1st et San Pedro dans Downtown Los Angeles après elle. La motion est présentée par le conseiller municipal Kevin de León (en) et un panneau affichant le nouveau nom « Rose Ochi Square » est placé à cet endroit,. La même année, une plaque dédiée à Ochi est affichée à l'Académie de police du LAPD.